# Матчи женской сборной России по волейболу 1998
В 1998 году женская сборная России по волейболу приняла участие в трёх официальных турнирах, проводимых под эгидой ФИВБ и ЕКВ.

## Турниры и матчи

### Евролига 1997/1999
| 18 июня. Екатеринбург (Россия). Россия — Германия 3:0 (15:4, 15:5, 15:3). Предварительный этап. Дивизион «А». Группа 1 |
| --- |

Россия: ???

Германия: ???
| 5 июля. Тренто (Италия). Россия — Италия 3:2 (15:9, 14:16, 13:15, 15:8, 15:12). Предварительный этап. Дивизион «А». Группа 1 |
| --- |

Россия: ???

Италия: ???
| 13 июля. Минск (Беларусь). Россия — Беларусь 3:0 (15:4, 15:0, 15:4). Предварительный этап. Дивизион «А». Группа 1 |
| --- |

Россия: ???

Беларусь: ???
| 15 июля. Москва (Россия). Россия — Италия 3:1 (15:9, 15:9, 10:15, 15:12). Предварительный этап. Дивизион «А». Группа 1 |
| --- |

Россия: ???

Италия: ???
| 16 июля. Москва (Россия). Россия — Беларусь 3:0 (15:9, 15:7, 15:2). Предварительный этап. Дивизион «А». Группа 1 |
| --- |

Россия: ???

Беларусь: ???
| 18 июля. Мюнстер (Германия). Россия — Германия 3:0 (15:8, 15:11, 15:3). Предварительный этап. Дивизион «А». Группа 1 |
| --- |

Россия: ???

Германия: ???
В 1998 году в проходящем розыгрыше Евролиги сборная России одержала 6 побед в 6 матчах и уверенно захватила лидерство в 1-й группе дивизиона «А».

### Гран-при
| 21 августа. Макао. Россия — Япония 3:0 (15:6, 15:8, 15:10). Предварительный этап. 1-й тур. Группа «А» |
| --- |

Россия: ???.

Япония: ???
| 22 августа. Макао. Россия — Италия 3:0 (15:11, 15:10, 15:8). Предварительный этап. 1-й тур. Группа «А» |
| --- |

Россия: ???.

Италия: ???
| 23 августа. Макао. Россия — Бразилия 3:0 (15:13, 15:7, 15:9). Предварительный этап. 1-й тур. Группа «А» |
| --- |

Россия: ???.

Бразилия: ???
| 28 августа. Бангкок (Таиланд). Россия — Италия 3:0 (15:12, 15:9, 15:10). Предварительный этап. 2-й тур. Группа «D» |
| --- |

Россия: ???.

Италия: ???
| 29 августа. Бангкок (Таиланд). Россия — США 3:2 (13:15, 15:11, 15:6, 8:15, 15:11). Предварительный этап. 2-й тур. Группа «D» |
| --- |

Россия: ???.

США: ???
| 30 августа. Бангкок (Таиланд). Россия — Китай 1:3 (15:5, 7:15, 10:15, 12:15). Предварительный этап. 2-й тур. Группа «D» |
| --- |

Россия: ???.

Китай: ???
| 4 сентября. Ченнай (Индия). Россия — Южная Корея 3:1 (15:9, 16:14, 12:15, 15:8). Предварительный этап. 3-й тур. Группа «Е» |
| --- |

Россия: Беликова (3 очка), Соколова (12), Година (16), Артамонова (13), Тищенко (3), Е.Василевская (2), Морозова — либеро, Выход на замену: Сафронова (1), Сенникова.

Южная Корея: Кан Хе Ми, Чжан Со Ён, Гу Мин Чжон, Пак Со Чжон, Хон Чжи Ён, Чжун Ён Сун, Ким Чжан Хун — либеро. Выход на замену: Ким Ён Сук, Пак Ми Гён, Чжон Сон Хе.
| 5 сентября. Ченнай (Индия). Россия — Италия 3:0 (15:7, 15:7, 15:10). Предварительный этап. 3-й тур. Группа «Е» |
| --- |

Россия: Беликова (1), Соколова (5), Година (15), Артамонова (6), Тищенко (3), Е.Василевская (2), Морозова — либеро, Выход на замену: Сафронова, Сенникова, Тебенихина (1).

Италия: Каччатори, Риньери, Леджери, Мелло, Мифкова, Джоли, Брагалья — либеро. Выход на замену: Пиччинини, Тогут, Галастри.
| 6 сентября. Ченнай (Индия). Россия — Куба 2:3 (15:8, 4:15, 12:15, 15:3, 13:15). Предварительный этап. 3-й тур. Группа «Е» |
| --- |

Россия: ???

Куба: ???
| 12 сентября. Гонконг (Китай). Россия — Китай 3:2 (4:15, 15:11, 15:13, 10:15, 15:13). Финальный этап. Полуфинал |
| --- |

Россия: Морозова (2), Соколова (4), Година (15), Артамонова (9), Тищенко (10), Е.Василевская (3), Чуканова — либеро. Выход на замену: Беликова.

Китай: Сунь Юэ, Ли Ечжа, Цю Айхуа, Ван Лина, Ву Юнмэй, Хэ Ци, Цюй Юнмэй  — либеро. Выход на замену: Лай Явэнь, Ли Янь.
| 13 сентября. Гонконг (Китай). Россия — Бразилия 0:3 (11:15, 13:15, 9:15). Финальный этап. Финал |
| ----------------------------------------------------------------------------------------------- |

Россия: Морозова (2), Соколова (4), Година (12), Артамонова (4), Тищенко (2), Е.Василевская, Чуканова — либеро.

Бразилия: Фофао, Вирна, Карин, Лейла, Ракел, Ана Паула, Сандра  — либеро. Выход на замену: Жизель, Жанина.
На предварительной стадии очередного розыгрыша Гран-при сборная России заняла 2-е место и вышла в финальный этап турнира. Финальный раунд был разыгран по системе плей-офф между четырьмя командами. Победив в полуфинале хозяек соревнований сборную Китая и проиграв в финале сборной Бразилии, российская команда стала серебряным призёром Гран-при-1998.

### Чемпионат мира
| 3 ноября. Мацумото (Япония). Россия — Бразилия 3:0 (15:7, 15:6, 15:11). 1-й групповой этап. Группа «С» |
| --- |

Россия: Морозова (3), Соколова (4), Година (14), Артамонова (8), Тищенко (3), Е.Василевская (1), Огиенко — либеро. Выход на замену: Сафронова.

Бразилия: Ана Флавия, Фернанда, Ана Паула, Вирна, Лейла, Ана Мозер, Сандра — либеро. Выход на замену: Фофао, Ракел, Карин, Эрика.
| 4 ноября. Мацумото (Япония). Россия — Германия 3:0 (15:8, 15:4, 15:6). 1-й групповой этап. Группа «С» |
| --- |

Россия: Морозова (5), Соколова (3), Година (13), Артамонова (11), Тищенко (2), Е.Василевская, Огиенко — либеро. Выход на замену: Чуканова (1), Сафронова, Плотникова.

Германия: Харт, Грюн, Ламе, Пахале, Ролл, Вилке, Черлих — либеро. Выход на замену: Дёмеланд, Селис, Райнинк, Бенеке, Флемиг.
| 5 ноября. Мацумото (Япония). Россия — Доминиканская Республика 3:0 (15:3, 15:8, 15:1). 1-й групповой этап. Группа «С» |
| --- |

Россия: Морозова (3), Соколова (6), Година (11), Артамонова (6), Тищенко (3), Е.Василевская, Огиенко — либеро. Выход на замену: Тебенихина (3), Сафронова, Чуканова.

Бразилия: Баутиста, Гонсалес, Ариас, Варгас, Родригес, Кабрал, Новас — либеро. Выход на замену: Реституйо, Мерседес, Джексон.
| 7 ноября. Нагоя (Япония). Россия — Япония 3:1 (16:17, 15:7, 15:5, 15:8). 2-й групповой этап. Группа «Е» |
| --- |

Россия: Морозова, Соколова, Година, Артамонова, Тищенко, Е.Василевская, Огиенко — либеро. Выход на замену: ?

Япония: ???
| 8 ноября. Нагоя (Япония). Россия — Перу 3:0 (15:2, 15:9, 15:6). 2-й групповой этап. Группа «Е» |
| ---------------------------------------------------------------------------------------------- |

Россия: Морозова, Соколова, Година, Артамонова, Тищенко, Е.Василевская, Огиенко — либеро. Выход на замену: ?

Перу: ???
| 9 ноября. Нагоя (Япония). Россия — Нидерланды 3:0 (15:9, 15:5, 15:2). 2-й групповой этап. Группа «Е» |
| --- |

Россия: Морозова (5), Соколова (5), Година (10), Артамонова (10), Тищенко (3), Е.Василевская (2), Огиенко — либеро. Выход на замену: Чуканова (1).

Нидерланды: И.Виссер, Фоккенс, Хурман, Бурсма, Леферинк, ван Тиль, Сандерс — либеро. Выход на замену: Маховчак, де Хаас.
| 11 ноября. Осака (Япония). Россия — Китай 0:3 (4:15, 4:15, 9:15). Полуфинал |
| --------------------------------------------------------------------------- |

Россия: Морозова (2), Соколова (2), Година (3), Артамонова (4), Тищенко (1), Е.Василевская (1), Огиенко — либеро. Выход на замену: Чуканова.

Китай: Ву Юнмэй, Хэ Ци, Сунь Юэ, Лай Явэнь, Цю Айхуа, Ли Янь.
| 12 ноября. Осака (Япония). Россия — Бразилия 3:1 (13:15. 15:5, 15:11, 15:13). Матч за 3-е место |
| ----------------------------------------------------------------------------------------------- |

Россия: Морозова (6), Соколова (2), Година (15), Артамонова (17), Тищенко (5), Е.Василевская (2), Огиенко — либеро. Выход на замену: Чуканова.

Бразилия: Фернанда, Вирна, Ана Паула, Лейла, Ана Мозер, Ана Флавия, Сандра — либеро. Выход на замену: Ракел, Эрика, Карин, Жанина, Фофао.
На двух групповых стадиях первенства сборная России уверенно переиграла своих соперников, но в полуфинале ничего не смогла противопоставить команде Китая. В матче за 3-е место российские волейболистки победили сборную Бразилии и повторили свой «бронзовый» успех четырёхлетней давности.

## Итоги
Всего на счету сборной России в 1998 году 25 официальных матчей. Из них выиграно 21, проиграно 4. Соотношение партий 66:22. Соперниками россиянок в этих матчах были национальные сборные 12 стран.
| Турнир         | И  | В | П | С/О   | Место |
| -------------- | -- | - | - | ----- | ----- |
| Евролига       | 6  | 6 | 0 | 18:3  |       |
| Гран-при       | 11 | 8 | 3 | 27:14 | 2-е   |
| Чемпионат мира | 8  | 7 | 1 | 21:5  | 3-е   |

## Состав
В скобках после количество игр указано число матчей, проведённых волейболисткой в стартовом составе + в качестве либеро.
| №  | Игрок                       | Год рождения | Амплуа              | Клуб       | Турниры и игры | Турниры и игры | Турниры и игры | Всего матчей |
| №  | Игрок                       | Год рождения | Амплуа              | Клуб       | ЕЛ             | ГП             | ЧМ             | Всего матчей |
| -- | --------------------------- | ------------ | ------------------- | ---------- | -------------- | -------------- | -------------- | ------------ |
| 1  | Ирина Тебенихина            | 1978         | центральная         | «Уралочка» |                | ?              | ?              |              |
| 2  | Наталья Морозова            | 1973         | либеро, центральная | «Уралочка» |                | ?              | 8 (8)          |              |
| 3  | Анастасия Беликова          | 1979         | центральная         | «Уралочка» |                | ?              | ?              |              |
| 4  | Елена Плотникова            | 1971         | нападающая          | «Уралочка» |                | ?              | ?              |              |
| 5  | Любовь Шашкова (Соколова)   | 1977         | нападающая          | «Уралочка» |                | ?              | 8 (8)          |              |
| 6  | Елена Година                | 1977         | нападающая          | «Уралочка» |                | ?              | 8 (8)          |              |
| 7  | Наталья Сафронова           | 1979         | нападающая          | «Уралочка» |                | ?              | ?              |              |
| 8  | Евгения Артамонова          | 1975         | нападающая          | «Уралочка» |                | ?              | 8 (8)          |              |
| 9  | Елизавета Тищенко           | 1975         | центральная         | «Уралочка» |                | ?              | 8 (8)          |              |
| 10 | Елена Василевская           | 1978         | связующая           | «Уралочка» |                | ?              | 8 (8)          |              |
| 11 | Ольга Чуканова              | 1980         | либеро, связующая   | «Уралочка» |                | ?              | ?              |              |
| 13 | Инесса Саргсян (Емельянова) | 1975         | центральная         | «Уралочка» |                | ?              |                |              |
| 16 | Елена Сенникова             | 1979         | нападающая          | «Уралочка» |                | ?              |                |              |
| 17 | Валентина Огиенко           | 1965         | либеро              | «Уралочка» |                | ?              | 8 (0+8)        |              |

- Главный тренер — Николай Карполь.
- Тренер — Валентина Огиенко.

## Другие турниры
Кроме официальных соревнований сборная России приняла участие в традиционном международном турнире Volley Masters (в прошлом BVC Volley Cup) в Монтрё (Швейцария) и заняла в нём 3-е место. Турнир прошёл со 2 по 7 июня. Результаты сборной России:
Групповой этап — Куба 1:3, Германия 3:2, США 3:0.
Полуфинал — Китай 0:3. Матч за 3-е место — Бразилия 3:2.